# Bahnhof Dietzenbach-Steinberg

Der Bahnhof Dietzenbach-Steinberg ist ein Haltepunkt in der hessischen Stadt Dietzenbach. Heute dient er ausschließlich dem S-Bahn-Verkehr.

## Geschichte
Der Bahnhof Steinberg wurde am 1. Dezember 1898 als ein eingleisiger Haltepunkt zusammen mit der Bahnstrecke Offenbach-Bieber–Dietzenbach eröffnet – einer Zweigstrecke, die in Offenbach-Bieber von der Rodgaubahn abzweigt. Die Personenzüge verkehrten zwischen dem Bahnhof Dietzenbach (Hess) und dem Offenbacher Hauptbahnhof. Zum 18. Juni 1982 wurde der Personenverkehr auf der Strecke eingestellt, da die Zahl der Fahrgäste abnahm. Die Strecke wurde danach nur noch im Güterverkehr genutzt und der Personenverkehr wurde durch Busverkehr ersetzt. Zum Fahrplanwechsel 2003/2004 am 14. Dezember 2003 wurde der S-Bahn-Betrieb aufgenommen und die Strecke Teil der S-Bahn-Linie S2 (Niedernhausen–Dietzenbach) der S-Bahn Rhein-Main.
Im Zuge des Ausbaus zur S-Bahn erfuhr der Haltepunkt Spurplanänderungen; so wurden die Strecken zweigleisig ausgebaut und elektrifiziert. Für den S-Bahn-Betrieb in den Jahren 2001 bis 2003 erhielt der Haltepunkt einen Inselbahnsteig, die Zugänge wurden barrierefrei gestaltet.

## Infrastruktur
Der Haltepunkt verfügt über zwei Gleise an einem Inselbahnsteig. Die Strecke nach Dietzenbach Bahnhof sowie in Richtung Offenbach verläuft in beide Richtungen ebenerdig. Auf dem Gleis in Richtung Offenbach befindet sich eine Weiche zu einem Anschlussgleis, über das bis zum Herbst 2008 regelmäßig mit dem sogenannten „Bananenexpress“ ein dort ansässiger Gemüsegroßhändler versorgt wurde. Das Gleis ist noch vorhanden, aber für den Verkehr gesperrt.

## Betrieb

### Schienenverkehr
Der Haltepunkt dient heute ausschließlich den S-Bahnen der Linie S2. Diese fahren nach Niedernhausen über Heusenstamm, Offenbach, Frankfurt und Hofheim. In der Gegenrichtung verkehrt die S2 nach Dietzenbach Bahnhof.
Alle S-Bahnen verkehren in einem Grundtakt von 30 Minuten. Zur Hauptverkehrszeit wird dieser Grundtakt auf einen 15-Minuten-Takt verdichtet.
| Linie | Verlauf | Takt                    |
| ----- | --- | ----------------------- |
| S2    | Niedernhausen (Taunus) – Niederjosbach – Bremthal – Eppstein – Lorsbach – Hofheim (Taunus) – Kriftel – Frankfurt-Zeilsheim – Frankfurt-Höchst Farbwerke – Frankfurt-Höchst – Frankfurt-Nied – Frankfurt-Griesheim – Frankfurt (Main) Hbf tief – Frankfurt (Main) Taunusanlage – Frankfurt (Main) Hauptwache – Frankfurt (Main) Konstablerwache – Frankfurt (Main) Ostendstraße – Frankfurt (Main) Mühlberg – Offenbach-Kaiserlei – Offenbach Ledermuseum – Offenbach Marktplatz – Offenbach (Main) Ost – Offenbach-Bieber – Heusenstamm – Dietzenbach-Steinberg – Dietzenbach Mitte – Dietzenbach Bhf | 30 min 15 min (zur HVZ) |

### Busverkehr
Die Haltestelle Steinberg Bahnhof wird von den Dietzenbacher Stadtbuslinien OF-56 und OF-57 angefahren.